# جانیس هویر
جانیس هویر (انگلیسی: Jannis Heuer؛ زادهٔ ۲۹ ژوئیهٔ ۱۹۹۹) بازیکن فوتبال اهل آلمان است.